# Moss Point, Mississippi
Moss Point là một thành phố thuộc quận Jackson, tiểu bang Mississippi, Hoa Kỳ. Năm 2010, dân số của thành phố này là 13 704 người.

## Dân số
- Dân số năm 2000: 15 851 người.
- Dân số năm 2010: 13 704 người.